# Русский замок
«Ру́сский замо́к» («замо́к Склифосо́вского») — способ устойчивого соединения костных отломков при ложных суставах или дефектах длинных трубчатых костей, предложенный И. И. Насиловым и Н. В. Склифосовским в 1875 году.

## Показания
- Ложные суставы
- Дефекты большеберцовой кости
- Дефекты плечевой кости
- Дефекты бедренной кости[1]

## Техника выполнения
После рассечения мягких тканей до кости производится поднадкостничное выделение отломков, а затем поперечно резецируются их концы. Во фронтальной или сагиттальной плоскости проксимальный и дистальный отломки пропиливаются продольно на две равные части на глубину 3—4 см со вскрытием костномозговой полости. У основания распилов производятся поперечные рассечения кости таким образом, чтобы на место удалённой части проксимального отломка помещалась выступающая часть дистального отломка, обеспечивая их полный контакт. Осуществляется фиксация отломков проволочным швом, винтами или компрессионно-дистракционным аппаратом.